# 미나미후쿠이역
미나미후쿠이역(일본어: 南福井駅, みなみふくいえき)은 일본 후쿠이현 후쿠이시에 있는 일본화물철도의 화물역이다.
12 ft급 컨테이너, 20 ft급 대형 컨테이너, 산업폐기물 등을 취급하며, 일본화물철도 후쿠이 영업 지점이 설치되어 있다. 또한 후쿠이역에서 시종착하는 특급·보통 열차의 일부 편성이 미나미후쿠이 역에서 대기하기도 한다.

## 역 구조
두 개의 컨테이너 하적장과 4개의 하역선을 중심으로 여러 개의 선로가 깔려 있다. 본선 서쪽으로는 각종 설비들이 놓여 있다.

## 역세권 정보
- 후쿠이 철도 후쿠부 선 세키주지마에 역

## 역사
- 1940년 12월 1일 - 후쿠이 조차장으로 개업.
- 1952년 12월 1일 - 화물역으로 승격하여, 후쿠이 역의 화물 기능을 물려받았다.
- 1987년 4월 1일 - 민영화에 따라 일본화물철도의 역이 되었다.